# 布哈斯

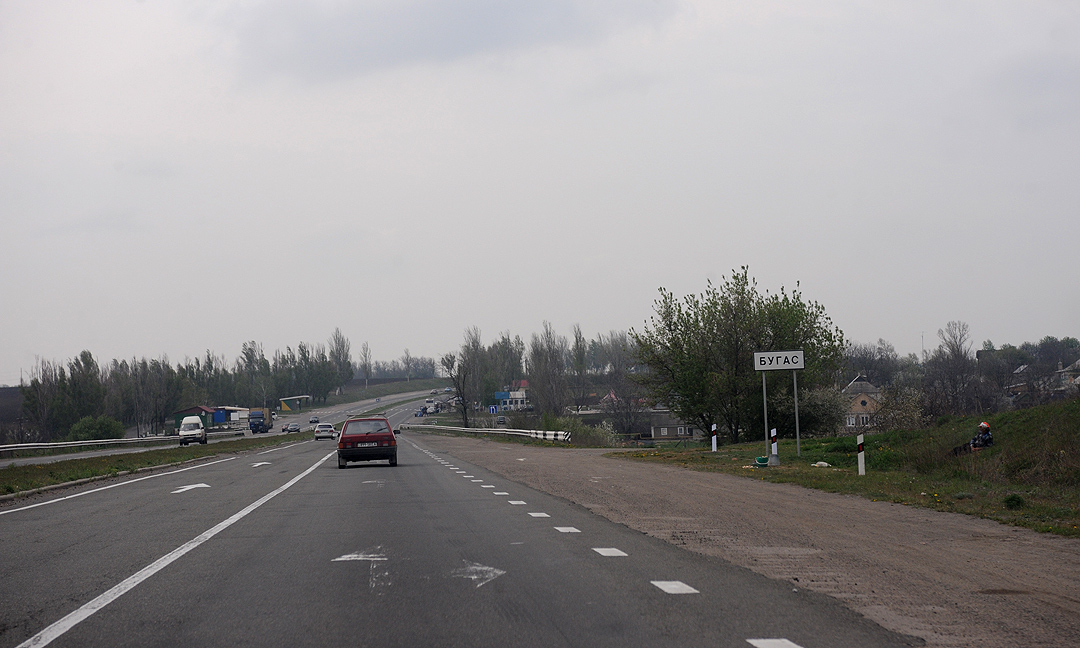
从高速公路上看到的布哈斯村

布哈斯（羅馬化：Buhas）是乌克兰东南部的一个村庄，由顿涅茨克州沃爾諾瓦哈區沃尔诺瓦哈市镇負責管轄。村庄面积为3.66平方公里，2017年人口数量为1,196人。於蘇聯時期被称為馬克西米夫卡（羅馬化：Maksymivka）。